# Heliconius concors
Heliconius concors är en fjärilsart som beskrevs av Gustav Weymer 1893. Heliconius concors ingår i släktet Heliconius och familjen praktfjärilar. Inga underarter finns listade i Catalogue of Life.